# Premier League Manager of the Season
Trenér sezóny Premier League je každoroční ocenění udělované nejlepšímu trenérovi sezóny v Premier League. Vítěz je vybrán fotbalovými odborníky a bývá oznámen druhý nebo třetí týden v květnu. Ocenění bylo poprvé uděleno v sezóně 1993/94. 
Prvním vítězem se stal v roce 1994 trenér Manchesteru United Alex Ferguson za sezónu 1993/94.
Nejvíce ocenění je Alex Ferguson, který se mezi lety 1994 až 2013 stal nejlepším trenérem sezóny 11krát. V roce 1998 se Arsène Wenger stal prvním vítězem této ceny, který nebyl z Velké Británie. José Mourinho a Pep Guardiola jsou spolu s Fergusonem and Wengerem jedinými trenéry, kteří získali toto ocenění alespoň dvakrát.
Pět trenérů dokázalo získat toto ocenění aniž by v sezóně vyhráli Premier League: George Burley v sezóně 2000/01 (s Ipswich Townem skončil na páté příčce); Harry Redknapp v sezóně 2009/10 (Tottenham Hotspur skončil čtvrtý), Alan Pardew v sezóně 2011/12 (s Newcastlem United skončil pátý), Tony Pulis v sezóně 2013/14 (převzal Crystal Palace v polovině sezóny na sestupových příčkách a dokázal skončit na jedenáctém místě) a Jürgen Klopp v sezóně 2021/22 (Liverpool skončil druhý).

## Historické názvy
- 1994–2001 — Carling Manager of the Year[6]
- 2001–2004 — Barclaycard Manager of the Year[6]
- od 2004 — Barclays Manager of the Season[6]

## Vítězové

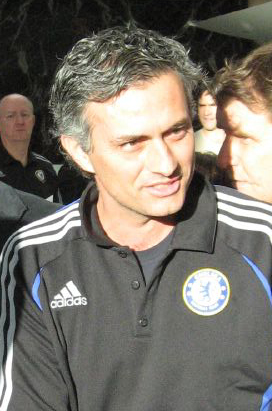
José Mourinho vyhrál s Chelsea třikrát ocenění Manager of the Season.

| Sezóna  |             | Trenér             | Klub              |        |
| ------- | ----------- | ------------------ | ----------------- | ------ |
| 1993/94 | Skotsko     | Alex Ferguson      | Manchester United | [ 7 ]  |
| 1994/95 | Skotsko     | Kenny Dalglish     | Blackburn Rovers  | [ 8 ]  |
| 1995/96 | Skotsko     | Alex Ferguson (2)  | Manchester United | [ 7 ]  |
| 1996/97 | Skotsko     | Alex Ferguson (3)  | Manchester United | [ 7 ]  |
| 1997/98 | Francie     | Arsène Wenger      | Arsenal           | [ 9 ]  |
| 1998/99 | Skotsko     | Alex Ferguson (4)  | Manchester United | [ 7 ]  |
| 1999/00 | Skotsko     | Alex Ferguson (5)  | Manchester United | [ 7 ]  |
| 2000/01 | Skotsko     | George Burley      | Ipswich Town      | [ 10 ] |
| 2001/02 | Francie     | Arsène Wenger (2)  | Arsenal           | [ 9 ]  |
| 2002/03 | Skotsko     | Alex Ferguson (6)  | Manchester United | [ 7 ]  |
| 2003/04 | Francie     | Arsène Wenger (3)  | Arsenal           | [ 9 ]  |
| 2004/05 | Portugalsko | José Mourinho      | Chelsea           | [ 11 ] |
| 2005/06 | Portugalsko | José Mourinho (2)  | Chelsea           | [ 11 ] |
| 2006/07 | Skotsko     | Alex Ferguson (7)  | Manchester United | [ 7 ]  |
| 2007/08 | Skotsko     | Alex Ferguson (8)  | Manchester United | [ 7 ]  |
| 2008/09 | Skotsko     | Alex Ferguson (9)  | Manchester United | [ 7 ]  |
| 2009/10 | Anglie      | Harry Redknapp     | Tottenham Hotspur | [ 12 ] |
| 2010/11 | Skotsko     | Alex Ferguson (10) | Manchester United | [ 7 ]  |
| 2011/12 | Anglie      | Alan Pardew        | Newcastle United  | [ 13 ] |
| 2012/13 | Skotsko     | Alex Ferguson (11) | Manchester United | [ 7 ]  |
| 2013/14 | Wales       | Tony Pulis         | Crystal Palace    | [ 14 ] |
| 2014/15 | Portugalsko | José Mourinho (3)  | Chelsea           | [ 11 ] |
| 2015/16 | Itálie      | Claudio Ranieri    | Leicester City    | [ 15 ] |
| 2016/17 | Itálie      | Antonio Conte      | Chelsea           | [ 16 ] |
| 2017/18 | Španělsko   | Pep Guardiola      | Manchester City   | [ 17 ] |
| 2018/19 | Španělsko   | Pep Guardiola (2)  | Manchester City   | [ 18 ] |
| 2019/20 | Německo     | Jürgen Klopp       | Liverpool         | [ 19 ] |
| 2020/21 | Španělsko   | Pep Guardiola (3)  | Manchester City   | [ 20 ] |
| 2021/22 | Německo     | Jürgen Klopp (2)   | Liverpool         | [ 19 ] |
| 2022/23 | Španělsko   | Pep Guardiola (4)  | Manchester City   | [ 21 ] |

## Vítězové podle národnosti

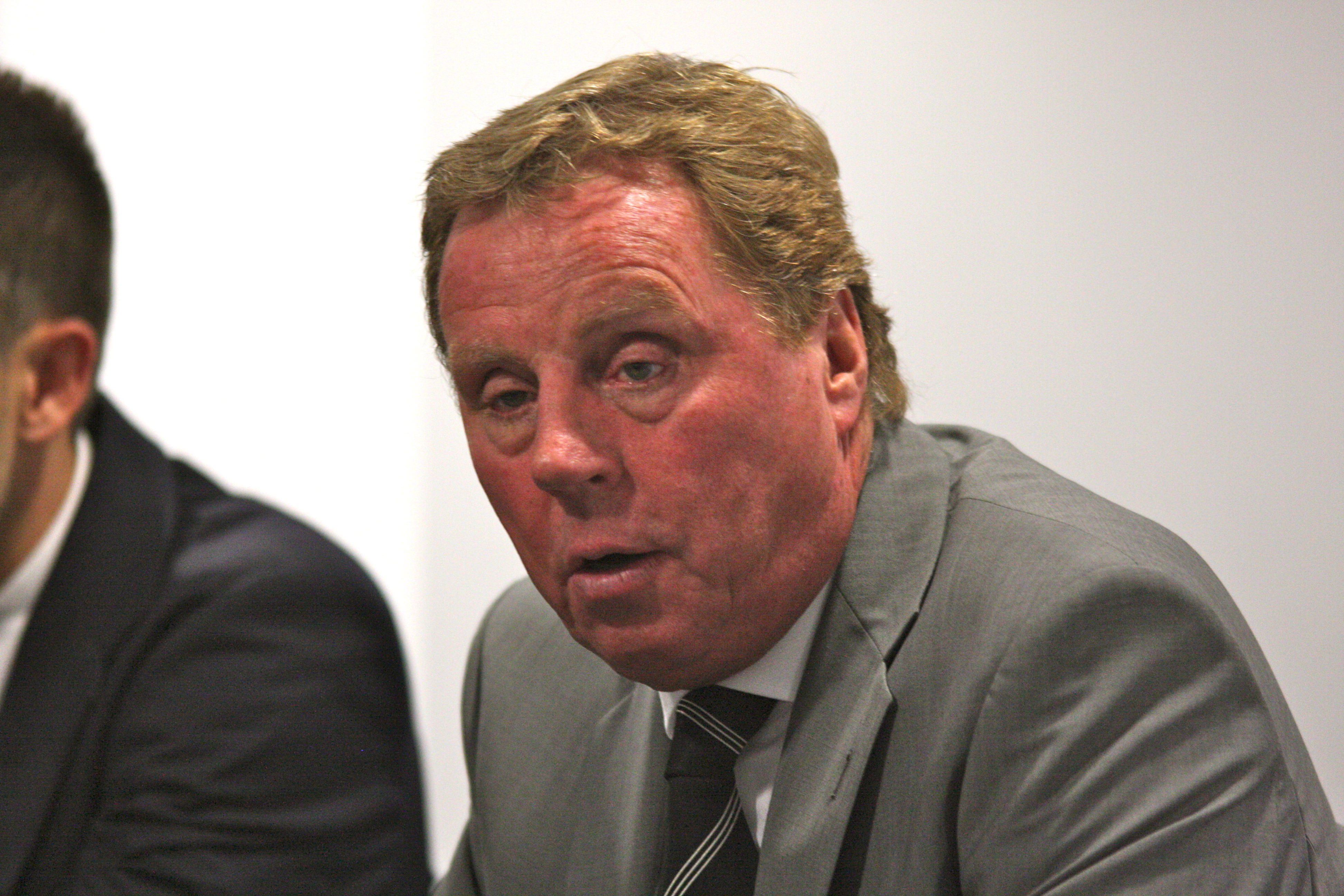
Harry Redknapp byl první Angličan, který vyhrál ocenění Manager of the Season.

| Národnost   | Vítězství |
| ----------- | --------- |
| Skotsko     | 13        |
| Španělsko   | 4         |
| Francie     | 3         |
| Portugalsko | 3         |
| Anglie      | 2         |
| Itálie      | 2         |
| Německo     | 2         |
| Wales       | 1         |

## Vítězové podle klubů
| Klub              | Vítězství |
| ----------------- | --------- |
| Manchester United | 11        |
| Chelsea           | 4         |
| Manchester City   | 4         |
| Arsenal           | 3         |
| Liverpool         | 2         |
| Blackburn Rovers  | 1         |
| Crystal Palace    | 1         |
| Ipswich Town      | 1         |
| Leicester City    | 1         |
| Newcastle United  | 1         |
| Tottenham Hotspur | 1         |